# Gislaveds pastorat
Gislaveds pastorat är ett pastorat i Östbo-Västbo kontrakt i Växjö stift. Pastoratet omfattar hela Gislaveds kommun i Jönköpings län. 

## Förtroendevalda

### Kyrkofullmäktiges ordförande
- Marie Johansson, 2018–2020
- Malin Larsson, 2020–

### Kyrkorådets ordförande
- Jes Hedensted, –2020
- Marie Johansson, 2020–[1]

## Administrativ historik
Pastoratet omfattade från 1921 till 2016 församlingarna Gislaved, Våthult och Bosebo. Det kallades till 1951 Båraryds pastorat.
Pastoratet utökades 2016 med församlingarna i pastoraten:
- Västbo S:t Sigfrids pastorat
- Anderstorps pastorat
- Burseryds pastorat
- Villstads pastorat

Pastoratet består av följande församlingar:
- Anderstorps församling
- Bosebo församling
- Burseryds församling
- Gislaveds församling
- Villstads församling
- Våthults församling
- Västbo S:t Sigfrids församling

År 2018 överfördes Norra Hestra församling från Skara stift till Växjö stift, Östbo-Västbo kontrakt och detta pastorat. 
Pastoratskod är 060902.